# Ho Chi Minh City Television

Logo von Ho Chi Minh City Television
(HTV)

Ho Chi Minh City Television (vietnamesisch Đài Truyền hình Thành phố Hồ Chí Minh, HTV) ist ein Fernsehsender, der direkt dem Volkskomitee von Ho-Chi-Minh-Stadt untersteht.  Dies ist der erste und zweitgrößte Fernsehsender in Vietnam (nach VTV).
Der Sender wurde unter dem Namen Liberation Saigon Television – die Stimme des Volkes von Saigon – Gia Định gegründet und sendete seine erste Sendung am 1. Mai 1975 um 19:00 Uhr. Zuvor hieß der Sender Television Station. Vietnam, unter dem Ministerium für Massenmobilisierung der Republik Vietnam, erstmals 1965 ausgestrahlt und am 29. April 1975 eingestellt. 1976 wurde bis heute der Name Ho Chi Minh City Television verwendet.
HTV ist derzeit das größte und wichtigste Multimedia-Unternehmen im vietnamesischen Fernsehsystem und führt in der südlichen Region die Zuschauerzahlen an.  Mit vielen Erfolgen und Entwicklungssprüngen hat sich HTV nicht nur in Vietnam, sondern auch in der Region zu einem einflussreichen Fernsehsender entwickelt, der inländische und ausländische Informationsbedürfnisse bedient. Derzeit verfügt der Sender über acht Werbekanäle: HTV1, HTV2, HTV3, HTV7, HTV9, HTV Key, HTV Thdể thao und HTV Co.op. Sieben kostenpflichtige Kanäle sind HTVC Thuần Việt, HTVC Gia đình, HTVC Phụ nữ, HTVC Phim, HTVC Du lịch và cuộc sống, HTVC+ und HTVC Ca nhạc.